# بالگاری
بالگاری (به بلغاری: Balgari) روستایی در بلغارستان است که در استان بورگاس واقع شده‌است.